# إدوارد بي ليلي
إدوارد بي ليلي (بالإنجليزية: Edward P. Lilly)‏ هو مؤرخ أمريكي، ولد في 13 أكتوبر 1910 في بروكلين في الولايات المتحدة، وتوفي في 1 ديسمبر 1994 في سيلفر سبرينغ في الولايات المتحدة.